# 6036 Weinberg
6036 Weinberg (1988 CV3) là một tiểu hành tinh vành đai chính được phát hiện ngày 13 tháng 2 năm 1988 bởi E. W. Elst ở La Silla.